# توبیاس هاوکه
توبیاس هاوکه (انگلیسی: Tobias Hauke؛ زادهٔ ۱۱ سپتامبر ۱۹۸۷) بازیکن هاکی روی چمن اهل آلمان است.
وی همچنین برندهٔ جوایزی همچون برگ بوی نقره‌ای شده‌است.